# Яблонське (Підляське воєводство)
Яблонське (пол. Jabłońskie) — село в Польщі, у гміні Августів Августівського повіту Підляського воєводства.
Населення — 261 особа (2011).
У 1975-1998 роках село належало до Сувальського воєводства.

## Демографія
Демографічна структура станом на 31 березня 2011 року:
|          | Загалом | Допрацездатний вік | Працездатний вік | Постпрацездатний вік |
| -------- | ------- | ------------------ | ---------------- | -------------------- |
| Чоловіки | 141     | 42                 | 81               | 18                   |
| Жінки    | 120     | 27                 | 65               | 28                   |
| Разом    | 261     | 69                 | 146              | 46                   |